# Radioåret 1963

## Händelser

### Januari
- 1 januari - I Danmark startas Melodiradio i Danmarks Radio, som ett resultat av den danska piratradiostationen Radio Mercurs popularitet.

### Okänt datum
- Försök med regional skolradio inleds i Sverige.[1]

## Radioprogram

### Sveriges Radio
- 13 januari - Öyvind Fahlströms 30 minuter långa text-ljudkomposition Fåglar i Sverige sänds i radioprogrammet Nattövning.
- 1 december - Årets julkalender är Brevbäraren vid Radiogränd.[2]
- I Sverige startar skolfrågesportprogrammet "Vi i femman" i Sveriges Radio.

## Födda
- 6 januari – Martin Loogna, svensk radioprogramledare.
- 22 januari – Pa Neumüller, svensk radio- och TV-programledare.
- 27 juni – Fredrik Lindström, svensk radio- och TV-personlighet.
- 2 juli – Mark Kermode, brittisk radio- och TV-programledare.
- 9 oktober – Maria Lindberg, svensk radioprogramledare.
- Okänt datum – Micke Nystedt, svensk radioprogramledare.

### Fotnoter
1. ↑  20:e århundrades När Var Hur - Etermedier, Bernt Himmelstedt, Forum, 1999
2. ↑  ”1963, Brevbäraren vid Radiogränd”. Sveriges Radio. http://sverigesradio.se/barn/julkalendrar/1963.stm. Läst 31 augusti 2015.